# Стрибки у воду на Чемпіонаті Європи з водних видів спорту 2018 — трамплін, 1 метр (жінки)
Змагання зі стрибків у воду з метрового трампліна серед жінок на Чемпіонаті Європи з водних видів спорту 2018 відбулись 10 серпня.

## Результат[1]
| Місце | Стрибун            | Країна          | Попередній раунд | Попередній раунд | Фінал  | Фінал |
| Місце | Стрибун            | Країна          | Очки             | Місце            | Очки   | Місце |
| ----- | ------------------ | --------------- | ---------------- | ---------------- | ------ | ----- |
| 1     | Марія Полякова     | Росія           | 251.85           | 4                | 285.55 | 1     |
| 2     | Надія Бажина       | Росія           | 263.60           | 2                | 276.00 | 2     |
| 3     | Елена Берточчі     | Італія          | 258.20           | 3                | 271.25 | 3     |
| 4     | Тіна Пунцель       | Німеччина       | 273.70           | 1                | 254.10 | 4     |
| 5     | Вікторія Кесар     | Україна         | 230.50           | 10               | 245.40 | 5     |
| 6     | Ганна Письменська  | Україна         | 241.60           | 7                | 237.85 | 6     |
| 7     | Кая Скржек         | Польща          | 222.65           | 11               | 237.60 | 7     |
| 8     | Альона Хамулкіна   | Білорусь        | 241.50           | 8                | 229.40 | 8     |
| 9     | Міхелль Геймберг   | Швейцарія       | 249.10           | 5                | 229.35 | 9     |
| 10    | Катрін Торренс     | Велика Британія | 217.35           | 12               | 228.90 | 10    |
| 11    | Луїза Ставчинскі   | Німеччина       | 243.20           | 6                | 221.50 | 11    |
| 12    | Джессіка Фавр      | Швейцарія       | 241.30           | 9                | 216.30 | 12    |
| 13    | Даніелла Неро      | Швеція          | 216.80           | 13               | DNQ    | DNQ   |
| 14    | Рооса Канерва      | Фінляндія       | 212.15           | 14               | DNQ    | DNQ   |
| 15    | Скарлетт Мев Янсен | Велика Британія | 209.75           | 15               | DNQ    | DNQ   |
| 16    | Лаура Білотта      | Італія          | 209.40           | 16               | DNQ    | DNQ   |
| 17    | Марсела Марич      | Хорватія        | 206.80           | 17               | DNQ    | DNQ   |
| 18    | Індре Гірдаускайте | Литва           | 197.75           | 18               | DNQ    | DNQ   |